# 勿来川
勿來川（日语：／ Nakosogawa */?）是日本一條河流，流經宮城縣，為二級水系。

## 名字的由来

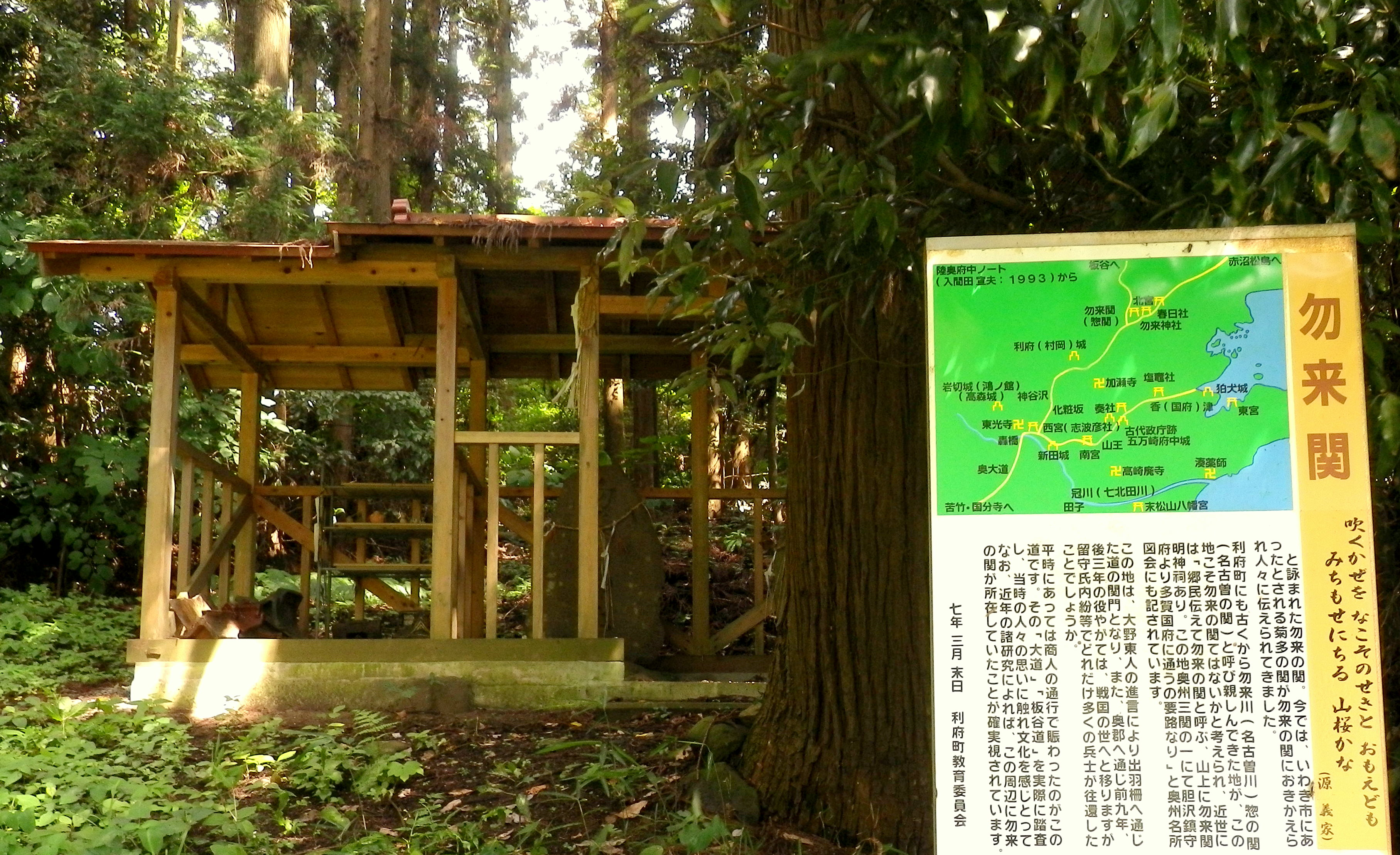
勿來神社（利府町森郷字名古曽）

名稱來自上游存在的勿來關。